# Сельское поселение Опокское
Сельское поселение Опокское — упразднённое сельское поселение на юго-западе Великоустюгского округа Вологодской области.  В рамках организации местного самоуправления Великоустюгский район преобразован в муниципальный округ, в связи с чем все сельские поселения округа упразднены и разделяются на территориальные отделы. 
Административный центр — посёлок Полдарса. Крупнейшие реки: Сухона, Полдарса. Оценка численности фактически проживающего населения на 2023 год — 905 человек.

## История
В 1999 году был утверждён список населённых пунктов Вологодской области. Согласно этому списку в состав Опокского сельсовета входили 11 населённых пунктов.
В 2001 году была упразднена деревня Солотное.
Опокское сельское поселение образовано 1 января 2006 года в соответствии с Федеральным законом № 131 «Об общих принципах организации местного самоуправления в Российской Федерации».
В его состав вошёл Опокский сельсовет.
Законом Вологодской области от 4 июня 2014 года сельские поселения Опокское и Стреленское (состоявшее из 13 населённых пунктов) преобразованы путём объединения в сельское поселение Опокское с административным центром в посёлке Полдарса.

## Население
Население по данным переписи 2010 года — 1314 человек.
На 1 января 2012 года население Опокского сельского поселения оценивалось в 1264 человека. Население Стреленского сельского поселения, позже вошедшего в состав Опокского — 178 человек.

## Экономика
Основная сфера занятости населения — лесозаготовка.
Работают учреждения: Полдарская средняя общеобразовательная школа, две начальные школы, 2 детских сада, Полдарская участковая больница, Сухонский медпункт, два фельдшерско-акушерских пункта, Полдарский дом культуры, Сухонский дом культуры, Стреленский дом культуры, Кичугский клуб, библиотека, отделение связи, сберкасса, аптека, молельный дом, детский сад, автоматическая телефонная станция на 50 номеров.
На базе производственных помещений совхоза «Заря» создано предприятие по переработке леса. Действуют 2 крестьянских хозяйства.
В 2006 году проведена проводная и сотовая телефонная связь.

## Природа
Территория сельского поселения находится в водоохранной зоне и покрыта лесами и болотами. По территории поселения с юго-запада на северо-восток протекает река Сухона, в которую впадает её правый приток Стрельна. На берегах Стрельны расположены геологические заказники «Стрельна» (площадь 3750 га) и «Бобры», на берегу Сухоны — геологический заповедник «Исады».
На территории Опокского сельского поселения расположены геологическое обнажение Опоки — памятник природы, самый длинный на Сухоне порог с тем же названием и самоизливающаяся скважина, образующая фонтан высотой несколько метров.

## Населённые пункты
С 2020 года в состав поселения входят 22 населённых пункта, в том числе 4 посёлка и 18 деревень, из них 10 нежилых.
Фактическое население населённых пунктов Опокского территориального отдела на 2023 год можно узнать на сайте администрации Великоустюгского округа.
| Населённый пункт          | ОКАТО          | Рег. номер | Расстояние до районного центра, км | Расстояние до центра поселения, км | Координаты                      |
| ------------------------- | -------------- | ---------- | ---------------------------------- | ---------------------------------- | ------------------------------- |
| деревня Анохинское        | 19 214 860 002 | 1194       | 52                                 |                                    | 60°35′18″ с. ш. 45°35′00″ в. д. |
| деревня Белая             | 19 214 840 002 | 1086       | 65                                 | 1                                  | 60°35′40″ с. ш. 45°22′00″ в. д. |
| деревня Братское          | 19 214 840 003 | 1087       | 55                                 | 10                                 | 60°35′14″ с. ш. 45°29′55″ в. д. |
| деревня Вакулово          | 19 214 860 003 | 1195       | 54                                 |                                    | 60°35′19″ с. ш. 45°38′51″ в. д. |
| деревня Верхнее Анисимово | 19 214 860 001 | 1193       | 50                                 |                                    | 60°35′33″ с. ш. 45°35′28″ в. д. |
| деревня Верхняя Кичуга    | 19 214 860 004 | 1196       | 48,5                               |                                    | 60°37′33″ с. ш. 45°41′26″ в. д. |
| деревня Исады             | 19 214 860 005 | 1197       | 48                                 |                                    | 60°36′28″ с. ш. 45°37′30″ в. д. |
| посёлок Кичуга            | 19 214 860 006 | 1198       | 47,5                               |                                    | 60°37′26″ с. ш. 45°40′36″ в. д. |
| деревня Красная Гора      | 19 214 840 004 | 1088       | 55                                 | 10                                 | 60°35′29″ с. ш. 45°29′41″ в. д. |
| деревня Нижнее Анисимово  | 19 214 860 007 | 1199       | 51                                 |                                    | 60°35′18″ с. ш. 45°35′33″ в. д. |
| деревня Нижняя Кичуга     | 19 214 860 008 | 1200       | 50                                 |                                    | 60°37′43″ с. ш. 45°42′34″ в. д. |
| деревня Никулино          | 19 214 840 005 | 1089       | 61                                 | 2                                  | 60°35′16″ с. ш. 45°25′49″ в. д. |
| деревня Павловское        | 19 214 860 009 | 1201       | 53                                 |                                    | 60°34′58″ с. ш. 45°37′08″ в. д. |
| деревня Пожарище          | 19 214 860 010 | 1202       | 52                                 |                                    | 60°35′41″ с. ш. 45°37′11″ в. д. |
| посёлок Полдарса          | 19 214 840 001 | 1085       | 65                                 | —                                  | 60°35′39″ с. ш. 45°23′29″ в. д. |
| деревня Полдарса          | 19 214 840 006 | 1090       | 65                                 | —                                  | 60°35′16″ с. ш. 45°24′01″ в. д. |
| деревня Порог             | 19 214 840 007 | 1091       | 60                                 | 5                                  | 60°35′36″ с. ш. 45°29′07″ в. д. |
| посёлок Прилуки           | 19 214 840 008 | 1093       | 62                                 | 3                                  | 60°35′05″ с. ш. 45°27′02″ в. д. |
| деревня Прилуки           | 19 214 840 009 | 1092       | 62                                 | 3                                  | 60°35′05″ с. ш. 45°27′02″ в. д. |
| деревня Пуртовино         | 19 214 860 011 | 1203       | 48,5                               |                                    | 60°36′30″ с. ш. 45°36′12″ в. д. |
| деревня Студёное          | 19 214 860 012 | 1204       | 54                                 |                                    | 60°35′00″ с. ш. 45°32′44″ в. д. |
| посёлок Сухонский         | 19 214 840 011 | 1095       | 70                                 | 4                                  | 60°36′13″ с. ш. 45°21′11″ в. д. |

Упразднённые населённые пункты:
| Населённый пункт | ОКАТО          | Рег. номер | Расстояние до районного центра, км | Расстояние до центра поселения, км | Комментарий           |
| ---------------- | -------------- | ---------- | ---------------------------------- | ---------------------------------- | --------------------- |
| деревня Солотное | 19 214 840 010 | 1094       | 74                                 | 9                                  | Упразднена 18.01.2001 |

| Населённый пункт  | ОКАТО          | Рег. номер | Расстояние до районного центра, км | Расстояние до центра поселения, км | Координаты Населённый пункт, упразднённый в 2020 году |
| ----------------- | -------------- | ---------- | ---------------------------------- | ---------------------------------- | ----------------------------------------------------- |
| деревня Чермянино | 19 214 860 013 | 1205       | 55                                 |                                    | 60°36′59″ с. ш. 45°39′16″ в. д.                       |

## Фотогалерея
- Геологическое обнажение Опоки
- Самоизливающаяся скважина
- Река Сухона
- Река Стрельна
- Деревня Порог
- Деревня Порог
- Деревня Братское
- деревня Студёное на берегу Стрельны